# 자유 교회
자유 교회(自由敎會)는 본질적으로 국교회 등의 기성 교회에 속하지 않고 교회의 자립을 확보한 기독교의 교파를 가리킨다. 이 용어는 독립적으로 운영되는 개신교의 여러 교파, 곧 장로교, 감리교, 침례교 따위를 통틀어 이르는 말이다. 자유주의 신학과는 관련이 없으며 자유주의는 교회를 국가로부터 분리하는 것을 바라는 것은 아니라고 여겨진다.

## 장로교
장로교의 전통이 주인 스코틀랜드와 북아일랜드의 수많은 교회들은 자유 교회라는 이름을 사용하고 있다.

## 같이 보기
- 정교분리